# Liste over middelaldermarkeder
Dette er en liste over middelaldermarkeder og renaissance fairs rundt om i verden.

## Amerika

### Canada
De fleste canadisk events foregår over én eller to dage. De markeder, der er er mere 10 år er listet her.
| Navn                                                   | Sted                                                                  | Setting                                                          | Etableret | Størrelse | Tidspunkt                    | Antal besøgende | Reference                                                             |
| ------------------------------------------------------ | --------------------------------------------------------------------- | ---------------------------------------------------------------- | --------- | --------- | ---------------------------- | --------------- | --------------------------------------------------------------------- |
| Robin in the Hood                                      | Gibson Park, Elmira, Ontario, Canada (ikke permanent)                 | Det fiktive Elmira; Richard Løvehjerte, Prins John og Robin Hood | 2000      |           | To dage; midten af maj       |                 | Robin in the Hood Fair Arkiveret 12. februar 2016 hos Wayback Machine |
| Royal Medieval Faire                                   | Waterloo Park West, Waterloo, Ontario (ikke permanent)                | Det fiktive kongerige Mearth; Keltere og sværdfolk               | 1997      |           | Én dag, slut september       | 5.500 (2009)    | Royal Faire                                                           |
| Montreal Medieval Fair (Salon de la Passion Medievale) | Centre Pierre Charbonneau, Montreal, Quebec (repeating non-permanent) |                                                                  | 2001      |           | Tre dage, begyndelsen af maj |                 | Salon Medieval Arkiveret 10. marts 2014 hos Wayback Machine           |

### USA
I listen nedenfor findes renaissance fairs i USA, der enten er notable, fordi de har eksisteret længe eller fordi de er forløbet over mindst to uger. Generelt er renaissance fairs kun åbne i weekenderne i de perioder, der er angivet. Staten, hvor de foregår, er listet først.
| Navn                                              | Sted           | Setting                                                       | Etableret | Størrelse     | Tidspunkt                                                   | Antal besøgende | Reference                              |                                                                             |
| ------------------------------------------------- | -------------- | ------------------------------------------------------------- | --- | ------------- | ----------------------------------------------------------- | --- | -------------------------------------- | --------------------------------------------------------------------------- |
| Arizona Renaissance Festival                      | Arizona        | Gold Canyon; permanent sted                                   | Village of Fairhaven; | 1989          | 30 acres; 13 stages                                         | (02a) early February – mid March (eight weekends)                                                                                             | 265.000 (2004)                         | Royal Faires – Arizona Arkiveret 28. september 2016 hos Wayback Machine     |
| Bay Area Renaissance Festival                     | Florida        | Museum of Science & IndustryTampa; permanent sted             | Village of Fiddlesworth; King Henry VIII, Germanic mercenaries, Celts, some fantasy elements                                                                                              | 1979          | pet friendly                                                | (02b) mid-February – early April (syv weekender)                                                                                              | 80.000 (i 1990'erne)                   | Bay Area RenFest Arkiveret 30. april 2013 hos Wayback Machine               |
| Bristol Renaissance Faire                         | Wisconsin      | Bristol; permanent sted                                       | 1574 Bristol, England; Tudor, some fantasy aspects; RenQuest RPG | 1972          | 16 stages; 30 fair acres (third largest in U.S.)            | (07a) July – Labor Day weekend (nine weekends)                                                                                                | 198.000                                | Bristol RenFair                                                             |
| Camelot Days Medieval Festival                    | Florida        | Topeekeegee Yugnee Park, Hollywood; Ikke permanent            | Kong Arthurs periode | 2003          |                                                             | (11b) midt-november | 4.000 (2012)                           | Camelot Days                                                                |
| Canterbury Renaissance Faire                      | Oregon         | 8116 Mount Angel Hywy, Silverton                              | Village of "Canterbury"; Elizabethan England (1558-1603) | 2009          | 6+ acres                                                    | (07b) mid-July | 10.000                                 | Canterbury Faire                                                            |
| Carolina Renaissance Festival                     | North Carolina | Huntersville; permanent                                       | Fictional "Fairhaven" | 1994          | 22 acres                                                    | (10a) Oktober – midt-november | 160.000 (2010 season)                  | Royal Faires – Carolina Arkiveret 20. april 2015 hos Wayback Machine        |
| Colorado Renaissance Festival                     | Colorado       | Larkspur; permanent                                           | 16th-century Tudor village; pirates, fantasy elements | 1975          | 60 fair acres; 338 total acres inklusive camping            | (06a) Juni – juli | 200.000 (2011)                         | Colorado Renaissance                                                        |
| Connecticut Renaissance Faire (Fall)              | Connecticut    | North Haven                                                   | Queen Elizabeth (England village of "North Havenshire"); Event Weekends (Cosplay, Doctor Who, Romance)                                                                                    | 1999          |                                                             | (09c) late Sep. – late Oct. | 30.000                                 | CT Faire                                                                    |
| Connecticut Renaissance Faire (Spring)            | Connecticut    | North Haven                                                   | Robin Hood (England cirka 1150); fantasyelemeter | 2010          | Fem scener                                                  | Slut maj - start juni | 2.000/dag; tre weekender               | Robin Hoods Faire                                                           |
| Door County Fantasy Renaissance Faire             | Wisconsin      | Egg Harbor                                                    | Shire of "Enchanted"; Kong Arthur, Elizabeth 1. af England og fantasyelementer | 2011          |                                                             | Slut juni start juli |                                        | Door Co. Renaissance                                                        |
| Florida Renaissance Festival – Deerfield Beach    | Florida        | Quiet Waters Park, Deerfield Beach                            | 16th century renaissance | 1993          |                                                             | (02a) Februar – marts (inklusive Presidents' Day)                                                                                             | 90.000                                 | Florida RenFest                                                             |
| Florida Renaissance Festival – Miami              | Florida        | Cauley Square Historic Village, Miami; semi-permanent         | Tidlig 1500-tals renæssancelandsby | 2009          |                                                             | (04a) April | 45.000+                                | Florida RenFest                                                             |
| Four Winds Canterbury Faire                       | Texas          | Troup; permanent                                              | 1633 i Nottinghamshire og Paris; De Tre Musketerer | 1994          | 300+ total acres; camping                                   | (03a) tidlig marts - slut april |                                        | Four Winds                                                                  |
| Georgia Renaissance Festival                      | Georgia        | Fairburn; permanent                                           | Landsbyen "Newcastle" under Henrik 8. af Englands styre | 1986          | 32 acres                                                    | (04b) mid-April – June | 250.000 (2004 season)                  | Georgia Ren Fest                                                            |
| Great Lakes Medieval Faire and Marketplace        | Ohio           | Rock Creek; permanent                                         | The 13th-century forest kingdom of "Avaloch"; historic, fantasy, super-heroes, futuristic                                                                                                 | 1992          | 13 fair acres                                               | (07a) July – mid-August | 45.000 (2007)                          | Medieval Faire                                                              |
| Great Plains Renaissance Festivals                | Kansas         | Wichita                                                       | 1300 i de fiktive "Talonterra" | 2004          |                                                             | (04b) mid-April and (10b) mid-October |                                        | Great Plains                                                                |
| Greater St. Louis Renaissance Faire               | Missouri       | Wentzville; permanent                                         | "Petit Lyon", France during a 16th-century visit from King François I | 1998          |                                                             | (05b) mid-May – mid-June | 25.000                                 | St. Louis Renaissance Faire                                                 |
| Hoggetowne Medieval Faire                         | Florida        | Alachua County Fairgrounds, Gainesville; permanent            | Landsbyen "Hoggetowne" i Kong Arthurs tid | 1987          |                                                             | (01c) slut januar - tidlig februar | 50.000 (2011)                          | Hoggetowne Fair                                                             |
| Kansas City Renaissance Festival                  | Kansas         | Bonner Springs; permanent                                     | 1536 in "Canterbury"; Henry VIII, pirates, some fantasy and Robin Hood | 1977          | 16 acres                                                    | (09a) September – midt-oktober | 192.000 (2008)                         | Kansas City RenFest                                                         |
| Kentucky Highland Renaissance Festival            | Kentucky       | Eminence; permanent                                           | Fictional "Briarwood", Scotland during the 14th-century reign of King Robert the Bruce | 2005          | 113 acres                                                   | (06a) tidlig juni - tidlig juli | 25.000                                 | Highlands Ren Faire                                                         |
| King Richard's Faire                              | Massachusetts  | Carver; permanent                                             | 16th-century marketplace of "Carvershire" | 1982          | 80 acres                                                    | (09a) September – late October |                                        | King Richard's Faire                                                        |
| Koroneburg Old World Festival                     | Californien    | Crossroads Riverview Park, Corona                             | Baron Heinrich von Lauffer's estate in a European village circa 1450-1600 | 1997          |                                                             | (05b) mid-May – mid-June |                                        | Koroneburg Old World Festival Arkiveret 13. august 2016 hos Wayback Machine |
| Louisiana Renaissance Festival                    | Louisiana      | Hammond                                                       | Fall harvest in the 16th-century English village of "Albright" | 1999          |                                                             | (11a) early November – mid-December | 25.000 (2007=                          | Louisiana Renaissance                                                       |
| Maryland Renaissance Festival                     | Maryland       | Crownsville; permanent                                        | Fictional Tudor village of "Revel Grove" | 1977          | 25 faire acres; 85 parking acres                            | (08c) late August – late October | 280.000 (2012)                         | Maryland Renaissance Festival                                               |
| Mayfaire Renaissance Festival                     | Michigan       | Marshall                                                      | 1500-tals engelsk landsby; fantasy-elementer | 2003          |                                                             | (05a) last two weekends in May including Memorial Day                                                                                         |                                        | MayFaire Renaissance Festival Arkiveret 24. juni 2012 hos Wayback Machine   |
| Medieval Fair of Norman                           | Oklahoma       | Norman; temporary                                             | ca 1350 London, under Kong Edvard 3.s styre; fantasy-elementer | 1977          | 10 acres                                                    | (04a) one weekend early April | 350.000 (2015)                         | Medieval Fair of Norman                                                     |
| Michigan Renaissance Festival                     | Michigan       | Holly; permanent                                              | "Hollygrove" village, late 16th-century England | 1979          | 100 acres (total), 17 acres (festival grounds)              | (08b) mid-August – end of September | 230.000 (2004)                         | Michigan Renaissance Festival Arkiveret 13. juli 2017 hos Wayback Machine   |
| Mid-Michigan Renaissance Festival                 | Michigan       | Frankenmuth/Vassar (Michigan); permanent                      | Queen Anna of Bohemia with Martin Luther and various mythical and fantasy characters | 2008          | 5 fair acres; 12 parking acres                              | (06a) June |                                        | Mid-Michigan RenFest                                                        |
| Middlefaire Renaissance Festival                  | Texas          | Hillsboro; permanent                                          | 1652 A.D. in "Wiltonshire"; buccaneers, baroque characters, fantasy elements | 2006          | 21 acres; camping                                           | (06a) early June: Texas Pirate Festival, (07b) mid July: Magical & Medieval Fantasy Faire, and (10c) late October – mid November: Middlefaire | 3,500                                  | Texas Middlefaire Events                                                    |
| Midsummer Fantasy Renaissance Faire               | Connecticut    | Warsaw Park, Ansonia                                          | Year unknown, in the Anleighshire, Kingdom of Cuulayne; under fictional King Tonitrus; fantasy immersion                                                                                  | 2011          | parking                                                     | (06b) mid-June – early July |                                        | Midsummer Fantasy Renaissance Faire                                         |
| Minnesota Renaissance Festival                    | Minnesota      | Shakopee; permanent                                           | 16th-century "England-like" fantasy kingdom | 1971          | 22 acres                                                    | (08b) mid-August – September | 320.000 (2011)                         | Renaissance Fest Arkiveret 6. juni 2017 hos Wayback Machine                 |
| New Jersey Renaissance Faire                      | New Jersey     | Liberty Lake Day Camp and picnic grove, Bordentown; permanent | 16th-century fictional village of Crossford in Northumberland; combines historical and fictional "visitors from time" med fantasy og magi, som Shakespeare, Robin Hood, Kong Arthur. etc. | 2009          | 60 hektar (inklusive en sø på 7 hektar)                     | Sidste weekend i maj, første to weekender i juni                                                                                              | 10.000 average - 12.500 (2015)         | New Jersey Renaissance Faire                                                |
| New York Renaissance Faire                        | New York       | Tuxedo; permanent                                             | The fictional town of "Sterling" in late 16th-century Elizabethan England | 1978          | 65 acres                                                    | (08a) August – September | 140.000 (2010)                         | Ren Faire – NY                                                              |
| North Carolina Renaissance Faire                  | North Carolina | Knightdale; permanent                                         | 1575 in the Elizabethan village of "Kingston-upon-Hull" | 1995          | 22 fair acres                                               | (04a) early – mid-April | 25.000                                 | North Carolina Ren Faire                                                    |
| Northern California Renaissance Faire             | Californien    | Hollister; permanent                                          | Derbyshire village of "Willingtown"; mid 1500's | 2004          | 11 acres                                                    | (09b) mid-September – mid-October | 150.000                                | NorCal RenFaire                                                             |
| Northwest Renaissance Festival                    | Washington     | Nine Mile Falls                                               | 1520, in the Tudor village of "Pleasance" | 1995          |                                                             | (07a) early July – early August |                                        | Northwest Renaissance Festival                                              |
| Nottingham Festival                               | Californien    | Simi Valley; non-permanent                                    | Nottingham, Elizabethan England | 2013          |                                                             | November |                                        | Nottingham Festival Arkiveret 11. juli 2017 hos Wayback Machine             |
| Ohio Renaissance Festival                         | Ohio           | Harveysburg; permanent                                        | 1572 A.D. in the English village of "Willy-Nilly on the Wash;" during the reign of Elizabeth I                                                                                            | 1990          | 30 acres                                                    | (09a) September – late-October | 165.000 (season)                       | Renaissance Festival                                                        |
| Oklahoma Renaissance Festival                     | Oklahoma       | Muskogee; permanent                                           | 1559 during the reign of Elizabeth I "Castleton" border town of Scotland & England,multiple country quarters (Italian,Celtic)                                                             | 1995          | 30 fair acres; 40 acres parking                             | (05a) May thru first weekend of June | 85.000 (2014)                          | The Castle of Muskogee                                                      |
| Oregon Renaissance Faire                          | Oregon         | Canby, Oregon; temporary                                      | 1563 during the reign of Mary, Queen of Scots "Vale of Dunrose" | 2016          | 10 fair acres; 20 acres parking                             | June 18 & 19, 2016 | First Season 2016                      | Oregon Renaissance Faire                                                    |
| Pennsylvania Renaissance Faire                    | Pennsylvania   | Mount Hope Estate Manheim; permanent                          | 1589 English shire of "Mount Hope"; features Marlowe, Shakespeare and Elizabeth I, since 2014 an early Tudor Henry VIII theme                                                             | 1981          | 35 acres                                                    | (08a) August – September – October | 250.000 (season)                       | Penn Faire Arkiveret 2. oktober 2012 hos Wayback Machine                    |
| Pittsburgh Renaissance Festival                   | Pennsylvania   | West Newton; permanent                                        | "Morelandshire;" during the 16th century | 1994          | 20 fair acres; 280 parking acres                            | (08c) late August – September | 55.000 (2005)                          | Pittsburgh RenFest                                                          |
| Renaissance Festival of Nebraska                  | Nebraska       | Papillion, Nebraska; permanent sted                           | Elizabethan England; fantasy elements including enchanted forest | 2015          | 80 acre site; 20+ festival acres, 5 stages, parking         | (05a) Early May | 6.000+ (2015)                          | Renaissance Festival of Nebraska                                            |
| Renaissance Pleasure Faire of Southern California | Californien    | Irwindale                                                     | The market at "Port Deptford"; late 16th century | 1962 (oldest) | 20 acres                                                    | (04a) April – late May | 200.000 (2004)                         | SoCal RenFair                                                               |
| Riverdale Kiwanis Medieval Faire                  | Florida        | Lakes Park, Ft. Myers                                         | 900 – 1300 A.D. | 1996          |                                                             | (01b) mid-January – late January |                                        | Medieval Faire                                                              |
| Sarasota Medieval Fair                            | Florida        | Sarasota Fairgrounds, Sarasota                                | 1381 A.D. | 2005          |                                                             | (11b) mid-November | 25.000 (2011)                          | Sarasota MedFair                                                            |
| Scarborough Renaissance Festival                  | Texas          | Waxahachie; permanent                                         | 1533 Scarborough, under the reign of King Henry VIII | 1981          | 35 acres                                                    | (04a) early April – Memorial Day | 200.000 (2010)                         | Scarborough Fair                                                            |
| Sherwood Forest Faire                             | Texas          | Paige; permanent sted                                         | 1190, Sherwood Forest; under the reign of Richard the Lion Hearted; some fantasy elements                                                                                                 | 2010          | some camping acreage                                        | (02b) mid-February – early April |                                        | Sherwood Forest Faire                                                       |
| Sterling Renaissance Festival                     | New York       | Sterling; permanent                                           | The fictional village of "Warwick;" 1585 England | 1976          | 65 acres; 12 stages; some camping areas                     | (07a) July - August | 140.000 (2010)                         | Sterling, NY Festival                                                       |
| Tennessee Renaissance Festival                    | Tennessee      | Arrington-Triune; permanent                                   | 16th-century town of "Covington Glen;" features a full-sized replica "border castle", known as "Castell Gwynn"                                                                            | 1985          | 68 acres                                                    | (05a) May | 45.000 (2008)                          | Tennessee RenFest                                                           |
| Texas Renaissance Festival                        | Texas          | Todd Mission; permanent                                       | "New Market Village;" 3rd–16th century; Roman, Celtic, pirates, fantasy | 1974          | 57 fair acres; 200+ camping/parking acres; 25 stages        | (10a) October – November (nine weekends) | 678,500 (2016)                         | TRF                                                                         |
| Three Barons Renaissance Faire                    | Alaska         | Anchorage; permanent                                          | The Italian, Arabic and English camps at the village of "Hillshire;" pirates, fantasy | 1992          |                                                             | (06a) early June |                                        | 3 Barons                                                                    |
| Utah Renaissance Festival and Fantasy Faire       | Utah           | Marriott-Slaterville; permanent                               | 1500-1650 in medieval "Hawkhurst;" some fantasy elements | 2006          | 52 acres                                                    | (05a) May | 25.000 (2011)                          | Utah RenFest                                                                |
| Valhalla Renaissance Faire                        | Californien    | South Lake Tahoe                                              | 1580 Elizabethan England; nobility, pirates, barbarians | 1993          | 7 acres                                                     | (05c) Memorial day weekend – mid-June | 49.000 (2010)                          | ValhallaFaire Arkiveret 1. april 2017 hos Wayback Machine                   |
| Vermont Renaissance Faire                         | Vermont        | Stowe                                                         | Weeks Hill Road, Mayo Events Field | 2016          | Summer Faire weekend in mid-June Winter Faire in mid-winter | One weekend Summer Faire, one day Winter Faire                                                                                                | 6.000 (inaugural Summer Faire weekend) | Vermont Renaissance Faire                                                   |
| Virginia Renaissance Faire                        | Virginia       | Spotsylvania; permanent                                       | Elizabethan village of "Stafford" in the 1580s; pirates, Celts; inventors | 2002          |                                                             | (05b) mid-May – mid-June | 20.000 (2014)                          | Virginia Renaissance Faire                                                  |
| Washington Midsummer Renaissance Faire            | Washington     | Bonney Lake                                                   | The 1574 village of "Merriwick", England; pirates, carnival, some fantasy elements | 2010          | 150 acres (approx.)                                         | (08a) August | 45.000 (2015)                          | Midsummer Faire                                                             |
| Wild Rose Renaissance Faire                       | Pennsylvania   | Columbus, Warren County                                       | Middle Ages; pirates, Celts | 2007          |                                                             | (06a) early – mid-June |                                        | Wild Rose Arkiveret 4. juli 2017 hos Wayback Machine                        |

## Australien og New Zealand
De fleste australske arrangementer foregår kun over én eller to dage. Markeder som er 10 år eller ældre er listet.
| Navn                                   | Sted                               | Setting                    | Etableret | Størrelse | Tidspunkt              | Antal besøgende | Reference                                                |
| -------------------------------------- | ---------------------------------- | -------------------------- | --------- | --------- | ---------------------- | --------------- | -------------------------------------------------------- |
| Abbey Tournament and Medieval Festival | Abbey Museum, Brisbane, Australien | 600 – 1600 A.D.; authentic | 1990      |           | late June – early July | 37.000 (season) | Tournament Arkiveret 15. januar 2013 hos Wayback Machine |
| Balingup Medieval Carnivale            | Balingup, Australien               | "Balingup Village"         | 1996      |           | late August            |                 | Balingup MedFest                                         |

## Europa
| Navn                                                                                    | By                                     | Land       | Setting | Etableret | Sted                                         | Tidspunkt                                 | Antal besøgende | Reference                                                                       |
| --------------------------------------------------------------------------------------- | -------------------------------------- | ---------- | --- | --------- | -------------------------------------------- | ----------------------------------------- | --------------- | ------------------------------------------------------------------------------- |
| European Renaissance and Carnival of Venice (Festival Europeo di Rievocazioni Storiche) | Venedig                                | Italien    | Historic "Venezia" in the Middle Ages; many fantasy elements as it is also part of the Carnival of Venice                                                         | 1979      | Ved Piazza San Marco                         | Februar                                   |                 |                                                                                 |
| Castlefest                                                                              | Keukenhof, Lisse                       | Holland    | Musikfestival med fantasy/midelalder-tema | 2004      | Slottet Keukenhofs område                    | Begyndelsen af august                     |                 | http://castlefest.nl/news/ Arkiveret 22. december 2014 hos Wayback Machine      |
| Jorvik Viking Festival                                                                  | York                                   | England    | Vikingebyen "Jorvik" i år 948 | 1984      | På stedet for vikingebosættelsen i York      | midt-januar og midt-februar               | 40.000 (2011)   | Viking Fest                                                                     |
| Tewkesbury Medieval Festival                                                            | Tewkesbury, Gloucestershire            | England    | | 1984      |                                              |                                           |                 |                                                                                 |
| England's Medieval Festival                                                             | Herstmonceux Castle, Sussex            | England    | |           |                                              | Juli                                      |                 |                                                                                 |
| Kaltenberger Ritterturnier                                                              | Schloss Kaltenberg, Geltendorf, Bayern | Tyskland   | 1300-tals markedsplads | 1980      | På slottet                                   | Juli                                      | 120.000 (2010)  | Ritterturnier                                                                   |
| Turku Middelaldermarked                                                                 | City of Turku                          | Finland    | Markedspladsen Gamla Stortorget | 1996      | Det gamle torv                               | Slut juni                                 | 100.000 (2005)  | Medieval Market Arkiveret 29. juni 2017 hos Wayback Machine                     |
| Medieval Rose Festival                                                                  | Rhodos                                 | Grækenland | 1309-1523 på Rhodos; visse fantasyelementer | 2005      |                                              | Slutningen af maj til begyndelsen af juni |                 | Medieval Rhodes Arkiveret 12. juli 2017 hos Wayback Machine                     |
| Medeltidsveckan                                                                         | Visby, Gotland                         | Sverige    | 1361 | 1984      | Hele øen                                     | Start til midt august                     |                 | Medeltidsveckan                                                                 |
| Il Festival di Montelago                                                                | Marche, Serravalle di Chienti          | Italien    | Senmiddelalderen, fantasy keltisk landsby, lectures and games | 2002      | Uden for Taverne, Serravalle, Macerata       | Første weekend i august                   |                 | Montelago Celtic Festival website                                               |
| Santa Maria Medieval Journey (Viagem Medieval em Terra de Santa Maria)                  | Santa Maria da Feira, Aveiro           | Portugal   | Tidlig 1400-tals landby kaldet Feira, og borgen |           | På fæstningen og de omkringliggende gader    | Slut juli og start august                 |                 | Santa Maria Feira Medieval                                                      |
| Hertug Hans Festival                                                                    | Haderslev, Sønderjylland               | Danmark    | Hans den Ældres regeringstid i Haderslev, og starten på reformationen i Danmark                                                                                   |           | Haderslev by                                 | Begyndelsen af juli                       |                 | Hjemmeside                                                                      |
| Københavns Historiske Marked                                                            | København                              | Danmark    | | 2007      | Valbyparken                                  | Pinse                                     | 32.000 (2015)   | Hjemmeside                                                                      |
| Europæisk Middelalderfestival                                                           | Horsens                                | Danmark    | | 1992      | Horsens Statsfængsel                         | Slut august                               | 60.000 (2013)   | middelalderfestival.dk                                                          |
| Odense Middelalderdage                                                                  | Odense                                 | Danmark    | | 1997      | Tusindårsskoven                              | August                                    |                 | Odense Middelalderdage Arkiveret 25. juli 2017 hos Wayback Machine              |
| Danehof                                                                                 | Nyborg                                 | Danmark    | |           | Borgområdet omkring Nyborg Slot og Nyborg by | Første weekend i juli                     |                 | Danehof Arkiveret 6. juni 2017 hos Wayback Machine                              |
| Ringsted Middelalderfestival                                                            | Ringsted                               | Danmark    | 1286 |           | Omkring Sankt Bendts Kirke                   | August                                    |                 | Ringsted Middelalderfestival Arkiveret 24. juni 2018 hos Wayback Machine        |
| Federicus                                                                               | Altamura                               | Italien    | Frederik 2. besøger byen med sit følge | 2012      | Historiske bydel                             | Sidste weekend i april (tre dage)         |                 | Federicus                                                                       |
| Renesansni festival Koprivnica (Renaissance fair Koprivnica)                            | Koprivnica                             | Kroatien   | 4-dages event | 2005      | Koprivnica borgmure                          | late August                               | 50.000          | Renesanski festival Koprivnica Arkiveret 13. september 2016 hos Wayback Machine |
| Zeitreise ins Mittelalter Eggenburg                                                     | Eggenburg                              | Østrig     | Cultural medieval festival; yearly changing topic (2015: The Reception of the Middle Ages; 2016: Myths and Legends; 2017: The 500 Anniversary of the Reformation) | 1995      | In the historic center of Eggenburg          | Anden weekend i september                 | 30.000          | Zeitreise ins Mittelalter Eggenburg                                             |
| Middelalderfestivalen på Hamar                                                          | Hamar                                  | Norge      | Hamar 1153-1536 |           | Domkirkeodden                                |                                           | 5400 (2006)     | middelalderfestival.no                                                          |
| Oslo Middelalderfestival                                                                | Oslo                                   | Norge      | | 1994      | Middelalderparken                            |                                           | 100.000 (2000)  | oslomiddelalderfestival.org                                                     |
| Tønsberg Middelalderfestival                                                            | Tønsberg                               | Norge      | | 1988      | Tunsberghus                                  |                                           | 6.500 (2011)    | tonsbergmiddelalderfestival.no                                                  |